# Ahoghill
Ahoghill (Achadh Eochaille in gaelico irlandese) è un villaggio dell'Irlanda del Nord, situato nella contea di Antrim.